# Ožlebičena stožka
Ožlebičena stožka (znanstveno ime Conocybe tenera) je gliva iz rodu stožk (Conocybe) za katerega predstavlja tipsko vrsto.

## Značilnosti
Stožčast ali zvonast in gladek klobuk je velik 1-2,5 cm. Je bledo rjaste barve, na vrhu je temnejši. S starostjo potemni. 
Mladi lističi so običajno svetlo rjave ali bež barve, kasneje oker v kontrastu s temnejšim klobukom. 
Krhek in dolg bet je votel, mat rumene ali bledo rjave barve. Je vzdolžno nažlebičen in poprhnjen z belim prahom. V dolžino meri od 4 do 11 cm, v premeru pa 0,15 do 0,4 cm. Nima ne obročka ne ostankov ovojnice. Spodnji del beta je rahlo odebeljen.
Meso je žilavo, sočno in izgleda steklasto, brez izrazitega vonja in okusa.

## Razširjenost in življenjski prostor
Vrsta je razširjena v Evropi in Severni Ameriki. Raste od maja do septembra na dobro pognojenih tratah, vrtovih in ob robovih poti.

## Mikroskopske značilnosti
Trosni odtis je rumeno rjaste barve. Trosi merijo 10-13 x 6-7.5 µm in so eliptični, gladki in imajo tenke stene. Na enem koncu je opazna kalitvena pora.

## Podobne vrste
Obstaja mnogo podobnih vrst, ki spadajo v tako imenovano skupino 'majhnih rjavih gobic', kot na primer govnarji (Panaeolus), gologlavke (Psilocybe) in druge stožke Conocybe).

## Uporabnost
Neužitna. 

## Galerija slik
- Klobuček
- Lističi in ožlebičen bet
- Habitat
- Trosi